# Peter Kühn (Schachspieler)
Peter Kühn (* 2. Januar 1976 in Jena) ist ein deutscher Schachspieler.

## Leben
Peter Kühn ist promovierter Jurist und wissenschaftlicher Mitarbeiter am Lehrstuhl für Bürgerliches Recht der Universität Konstanz.

## Schach
Seit Juni 2007 trägt er den Titel Internationaler Meister, die erforderlichen Normen erfüllte er in der Saison 1999/2000 der Oberliga Baden, in der Schweizer Nationalliga A 2006, in der deutschen 2. Bundesliga Süd 2006/07 und beim European Club Cup 2006 in Fügen. Seine Elo-Zahl beträgt 2343 (Stand: Januar 2020); seine bisher höchste Elo-Zahl lag bei 2446 von Juli bis Dezember 2008.
Als Jugendlicher lebte er in Hamburg, er wurde 1993 und 1994 Hamburger Jugendmeister. Bei der 5. Offenen Norwegischen Jugendmeisterschaft 1995 in Oslo wurde er Vierter. Er gewann 1996 mit dem Hamburger SK in Berlin die Deutsche U20-Jugendvereinsmeisterschaft. Er war in den Spielzeiten 1994/95 und 1995/96 beim Hamburger SK als Reservespieler in der 1. Bundesliga gemeldet, kam aber nur in der zweiten Mannschaft in der 2. Bundesliga Nord zum Einsatz. Von der Saison 2006/07 bis zur Saison 2008/09 spielte er für die Karlsruher Schachfreunde, zunächst in der 2. Bundesliga Süd, später in der Oberliga Baden. Vorher spielte er bis zur Saison 2004/05 bei der SVG Konstanz. In der Saison 2018/19 spielt Kühn mit der dritten Mannschaft der OSG Baden-Baden in der Oberliga Baden. In der Schweizer Nationalliga A spielte er von 2002 bis 2012 für die Schachfreunde Reichenstein, mit denen er 2006 Schweizer Mannschaftsmeister wurde, seit 2016 spielt er für den SC Bodan. In der Schweizer 1. Bundesliga gehörte er von 2002 bis 2009 der Mannschaft Niederrohrdorf an, mit der er 2002 Schweizer Gruppenmeister wurde. Von 2011 bis 2015 spielte er für den SC Lyss-Seeland, danach für den SC Bodan. Am European Club Cup, dem Europapokal für Vereinsmannschaften, hat er 2005 für die Schweizer Mannschaft Schachclub Niederrohrdorf teilgenommen, 2006, 2007, 2008 und 2013 für die Schachfreunde Reichenstein.